# Pierre Ekwah
Pierre-Emmanuel Ekwah Elimby (Massy, 15 gennaio 2002) è un calciatore francese, centrocampista del Saint-Étienne.

## Biografia
Nato in Francia, ha origini camerunesi. È fratello del rugbista Charles-Edouard Ekwah Elimby e cugino dei calciatori professionisti Paul-Georges Ntep ed Emeric Etonde.

## Caratteristiche tecniche
Centrocampista box-to-box di piede mancino, ad inizio carriera ha ricoperto anche le posizioni di difensore centrale e terzino sinistro.

## Carriera

### Club
Ekwah ha iniziato la sua carriera in Francia nei settori giovanili di Arpajonnais, Bretigny e CFF Paris. Nel 2017 si è unito al Nantes ed un anno più tardi è stato acquistato dal Chelsea con cui ha firmato il suo primo contratto professionistico nel 2019. Nel 2021, dopo un provino con il Portsmouth, è stato acquistato dal West Ham Utd, con cui si è affacciato per la prima volta al calcio professionistico ricevendo alcune convocazioni con la prima squadra nel 2022.
Il 23 gennaio 2023 è stato acquistato a titolo definitivo dal Sunderland con cui ha firmato un contratto di quattro anni e mezzo e cinque giorni dopo ha debuttato nel calcio professionistico sostituendo Edouard Michut nell'incontro di FA Cup pareggiato 1-1 contro il Fulham. Il 9 settembre ha realizzato i suoi primi gol in carriera segnando una doppietta nel successo per 5-0 contro il Southampton in Championship.

### Nazionale
Ha giocato con la Francia Under-16 e Under-20.

## Statistiche

### Presenze e reti nei club
Statistiche aggiornate al 31 marzo 2024.
| Stagione        | Squadra         | Campionato      | Campionato | Campionato | Coppe nazionali | Coppe nazionali | Coppe nazionali | Coppe continentali | Coppe continentali | Coppe continentali | Altre coppe | Altre coppe | Altre coppe | Totale | Totale | Totale |
| Stagione        | Squadra         | Comp            | Pres       | Reti       | Comp            | Pres            | Reti            | Comp               | Pres               | Reti               | Comp        | Pres        | Reti        | Pres   | Reti   |        |
| --------------- | --------------- | --------------- | ---------- | ---------- | --------------- | --------------- | --------------- | ------------------ | ------------------ | ------------------ | ----------- | ----------- | ----------- | ------ | ------ | ------ |
| gen.-giu. 2023  | Sunderland      | FLC             | 16         | 0          | FACup+CdL       | 2+0             | 0               |                    | -                  | -                  |             | -           | -           | 18     | 0      |        |
| 2023-2024       | Sunderland      | FLC             | 34         | 4          | FACup+CdL       | 1+1             | 0               |                    | -                  | -                  |             | -           | -           | 36     | 4      |        |
| Totale carriera | Totale carriera | Totale carriera | 50         | 4          |                 | 4               | 0               |                    | -                  | -                  |             | -           | -           | 54     | 4      |        |